# Elekes János
Gyergyói Elekes János (Gyergyóújfalu, 1770. február 16. – Veszprém, 1816. július 4.) piarista rendi pap, tanár, költő.

## Élete
1801. november 10.-én lépett a rendbe Kecskeméten, ahol az újoncévet töltötte. 1804-ben Szegeden tanár és hitelemző volt; 1805-ben Kolozsvárt tanított. 1807–1808-ban Vácon végezte a bölcseletet; 1808. augusztus 30.-án misés pappá szenteltetett föl. 1809–1811-ig Kolozsvárt mint szubrégens működött a szemináriumban. 1813–1814-ben Nyitrán és Szentgyörgyön volt teológus, 1815–1816-ban a humaniorák tanára volt Veszprémben.

## Munkái
- Néhai tiszt. Révai Miklósnak halálát kesergő szomorú emlékezet, melyet hozzá viseltetett tiszteletéből készített. Pest, (1808)
- Átilla vitéz és nemes unokáihoz a székhely lovas- és gyalog-ezredekhez 1809. esztendőben. Kolosvár, 1809
- Óda, nméltóságú losonczi gróf Bánffi György ő excellencziájának… az erdélyi nagyfejedelemség kir. főkormányzójának születés napjára 1809. Uo.
- Óda, melyet Gyerő Monostori báró Kemény Ignácz Kolos vármegye főispánjának Kolosváron a tudományok mindensége főigazgatójának ugyanezen utóbbi hivatalába való beiktatásakor készített. Uo. 1809
- Szomorú versek, melyeket hallerkői gróf Haller Karolina asszonynak, néh. nemes maros-némethi gróf Gyulai Ferencz elmaradott özvegyének utolsó tiszteletére, midőn érette 1809-ben febr. 10. napján pompás halotti ájtatosság tartatna, készített. Uo. 1809
- Úr napján az oltári szentségről ezen beszédet mondotta a kolosvári anyatemplomban… 1811-ben. Uo.
- Főtiszt Bolla Márton úrnak a kegyes oskolák rendje főigazgatójának, midőn neve ünnepe napját üllené 1815-ben. Veszprém
- Tisztelet-koszorú, melyet Kurbély György veszprémi püspök úr ő méltgának, főpásztori hivatalába teljes hatalmú belépése ünnepén kimutattak a veszprémi kegyes oskolák 1815-ben. Uo.
- Ft. Szmodis János kanonok úrnak, ezen új méltóságába decz. 1. napján lett beiktatásának alkalmatosságával 1815-ben. Uo.
- Gyász-koszorú, melyet nagym. és ft. Csik Mindszenti Mártonfi Jósef úr ő exc.-nak, az erdélyi nagyfejedelemség néh. püspökjének… sírja felibe kivánt függeszteni 1815-ben. Uo. (Mind a tiz költemény.)

### Kéziratban
Strigy-szent-györgyi Sombori Lászlóhoz és Tekintetes Horvát István úrhoz (Veszprém 1815.) két költeménye.
Különös hajlandósággal viseltetett a magyar költészet iránt; a Societas Hungarica tőle többet sajtó alá bocsátani igérkezett, mondja Horányi; egy hosszabb magyar költeményét közli a Figyelő (I. 1876. 290. l.)